# 59-й кинофестиваль в Сан-Себастьяне
59-й кинофестиваль в Сан-Себастьяне проходил с 16 по 24 сентября 2011 года в Сан-Себастьяне (Страна Басков, Испания).

## Жюри
- Фрэнсис Макдорманд, актриса (президент жюри).
- Гильермо Арриага, сценарист и кинорежиссёр.
- Алекс де ла Иглесиа, кинорежиссёр.
- Бент Хамер, кинорежиссёр.
- Бай Лин, актриса.
- Софи Ментиньё, оператор.
- Софи Оконедо, актриса.

## Фильмы фестиваля

### Официальный конкурс
- «11 цветов», реж. Ван Сяошуай ( Китай)
- «Несправедливый мир», реж. Филлипос Цитос ( Греция,  Германия)
- «Аминь», реж. Ким Ки Дук ( Южная Корея)
- «Американец», реж. Матье Деми ( Франция)
- «Глубокое синее море», реж. Теренс Дэвис ( Великобритания)
- «Хэппи энд», реж. Бьёрн Рунге ( Швеция)
- «Чудо», реж. Хирокадзу Корээда ( Япония)
- «Семья Марсиано», реж. Ана Кац ( Аргентина)
- «Нет мира для нечестивых», реж. Энрике Урбису ( Испания)
- «Двойные следы», реж. Исаки Лакуэста ( Испания,  Швейцария)
- «Бастион», реж. Орен Моверман ( США)
- «По сердечным причинам», реж. Артуро Рипштейн ( Мексика,  Испания)
- «Кровь от крови моей», реж. Жуан Канижу ( Португалия)
- «Каникулы на море», реж. Жюли Дельпи ( Франция)
- «Любит / Не любит», реж. Сара Полли ( Канада)
- «Спящий голос», реж. Бенито Самбрано ( Испания)

## Лауреаты

### Официальные премии
- Золотая раковина: «Двойные следы», реж. Исаки Лакуэста.
- Специальный приз жюри: «Каникулы на море», реж. Жюли Дельпи.
- Серебряная раковина лучшему режиссёру:  Филлипос Цитос («Несправедливый мир»).
- Серебряная раковина лучшей актрисе: Мария Леон («Спящий голос»).
- Серебряная раковина лучшему актёру: Антонис Кафедзопулос («Несправедливый мир»).
- Приз за лучший сценарий : Хирокадзу Корээда («Чудо»).
- Приз жюри за лучшую операторскую работу: Ульф Брантас («Хэппи энд»).

### Неофициальные премии
- Награда лучшему молодому режиссёру - Kutxa: Ян Цабайль («Когда-то река была человеком») ( Германия)
  - Специальное упоминание: Хадар Фредлих («Прекрасная долина») ( Израиль,  Франция)
  - Специальное упоминание: Себастьян Мейзе («Натюрморт») ( Австрия)
- Награда секции «Горизонты» : «Акации», реж. Пабло Джорджелли ( Аргентина,  Испания)
  - Специальное упоминание: «Память о том, чего не было», реж. Джулия Мурат ( Бразилия,  Аргентина,  Франция)
  - Специальное упоминание: «Мисс Бала», реж. Херардо Наранхо ( Мексика)
- Приз зрительских симпатий: «Артист», реж. Мишель Хазанавичус ( Франция)
  - За лучший европейский фильм: «И куда мы теперь?», реж. Надин Лабаки ( Ливан,  Франция,  Египет,  Италия)
- Награда молодой аудитории: «Дикий Билл», реж. Декстер Флетчер ( Великобритания)
- Приз Tve Otra Mirada: «Развод Надера и Симин», реж. Асгар Фархади ( Иран)
  - Специальное упоминание: «Кровь от крови моей», реж. Жуан Канижу ( Португалия)

### Почётная награда — «Доностия» за вклад в кинематограф
- Гленн Клоуз